# Francis Fox (ingénieur)
Pour les articles homonymes, voir Francis Fox et Fox.
Francis Fox est un ingénieur civil britannique né à Bellefield, près de Birmingham,, le 29 juin 1844, et mort à Wimbledon le 7 janvier 1927 .

## Biographie
Il est le fils de Sir Charles Fox et le frère de Sir Douglas Fox. Il a fait ses études à la Highgate School, Highgate, Londres, à 11 ans, puis à Brighton College. Après la faillite de l'entreprise de son père, Fox, Hendenson & Co. à la suite des pertes financières dues à un chantier au Danemark, qui l'a obligé à arrêter ses études, son père le prend alors comme stagiaire avec son frère Charles Douglas dans le bureau d'ingénieur conseil qu'il vient de créer en 1857.
Sir Charles Fox a associé ses deux fils en 1860 dans la société d'ingénieurs conseils Sir Charles Fox and Sons. La société d'ingénierie a été impliquée dans de nombreux projets en Grande-Gretagne, aux États-Unis, au Canada, en Afrique du Sud, aux Indes, en Australie, et en Amérique du Sud.
Entre 1864 et 1867, il travaille sur l'élargissement du pont Victoria, Grosvenor Bridge, puis avec son frère il est officier de 1867 à 1870 dans la London Rifle Brigade. En 1872 il est directeur d'une usine métallurgique dans le nord de l'Angleterre.
Après la mort de Sir Charles Fox, en 1874, Douglas Fox est devenu le principal associé et la société prend le nom de Douglas Fox and Partners.
En 1880, avec son frère Charles Douglas Fox et James Brunlees (1816–1892) comme ingénieurs et l'entrepreneur John Waddell (1828–1888) il a travaillé sur le percement du tunnel de Mersey qui a été mis en service le 20 janvier 1886.
Francis Fox a participé avec son frère Douglas au percement des lignes du métro de Londres à partir de 1886 pour la ligne City and South London Railway[réf. souhaitée]. Avec son frère et W. R. Galbraithn il a aussi participé au creusement du tunnel, le Hampstead Tube, de la ligne entre Charing Cross, Golders Green et Highgate qui a été ouverte le 22 juin 1907.
Francis Fox a été ingénieur consultant sur le tunnel du Simplon. Certains ingénieurs ayant des doutes sur la faisabilité, la Confédération suisse a demandé aux gouvernements italien, autrichien et anglais de nommer un ingénieur ayant une expérience dans le creusement des tunnels[réf. souhaitée]. Le gouvernement britannique a désigné Francis Fox en 1893[réf. souhaitée]. Il a participé à la cérémonie de fin de percement du tunnel, le 2 avril 1905. Le premier train y a circulé le 25 janvier 1906.
Il a été ingénieur du Great Central Railway à partir de 1882 pour un pont tournant sur le fleuve Dee à Hawarden, à quelques kilomètres de Chester, et, en 1894, il a construit le tronçon entre Rugby et Londres et il a collaboré avec son frère Douglas Fox et H. W. Braddock à la construction de la gare de Marylebone. La ligne a été ouverte au public en 1899. Il a aussi assisté son frère pour la construction du chemin de fer aérien Liverpool Overhead Railway, qui a été construit à partir de 1887 et mis en service en 1893, fermé en 1956 et démoli l'année suivante.
Il a aussi été responsable de la construction du pont des chutes Victoria[réf. souhaitée].
Francis Fox a aussi conforté plusieurs cathédrales anglaises, parmi lesquelles, la cathédrale Saint-Paul et la cathédrale de Winchester, en 1905, où il a utilisé des tirants et des injections pour lier les murs ensemble et sauver la cathédrale de Winchester d'un possible effondrement avec l'architecte Thomas Graham Jackson et le scaphandrier William Walker.
Il a été fait chevalier le 25 juillet 1912 par le roi George V.
Il écrit un article dans The Times du 12 mars 1919 sur le percement d'un tunnel sous la Manche dans la craie grise

## Famille
Il a été marié deux fois, d'abord avec Selena Wright, décédée en 1900, dont il a eu un fils et trois filles, puis avec Agnes Horne en 1901.
Charles Beresford Fox (1875-1912) est le fils aîné de Sir Francis Fox. Il a été embauché par Douglas Ford and Partners et a commencé à travailler sur l'extension de la ligne du Great Central Railway entre Rugby et Londres, puis sur le pont des chutes Victoria où il a eu un accident sévère, pour des travaux d'irrigation dans la vallée du Nil et au tunnel du Simplon. Il a ensuite travaillé au Canada dans l'entreprise Wagg and Fox.

## Publication
- River, Road, and Rail. Some engineering reminiscences, The Crystal Palace Fox Built. A pyramid of Rhyme, John Murray, Londres, 1904 ; pp. 218 (lire en ligne)
- Sixty-Three Years of Engineering Scientific and Social Work, John Murray, Londres, 1924 (lire en ligne)